# Hylebatis scintillifera
Hylebatis scintillifera is een vlinder uit de familie van de grasmotten (Crambidae). De wetenschappelijke naam van de soort en van het geslacht Hylebatis is voor het eerst gepubliceerd in 1908 door de Australische dokter en amateur-entomoloog Alfred Jefferis Turner (1861–1947). Het type werd aangetroffen in Eumundi nabij Nambour en op Tamborine Mountain aan de oostkust van Queensland in Australië. Het epitheton scintillifera betekent "sprankelend". Hylebatis betekent "rondspokend in het woud".